# 佐々木秀一 (1874年生の教育学者)
- 佐々木秀一
- 佐佐木秀一

佐々木 秀一（ささき ひでいち、1874年（明治7年）3月10日 - 1945年（昭和20年）7月17日）は、日本の教育者。

## 経歴
青森県西津軽郡車力村（現在のつがる市）出身。1902年（明治35年）、東京高等師範学校文科を卒業。青森県師範学校教諭、東京高等師範学校教諭、同助教授、同教授・附属小学校主事を歴任した。1925年（大正14年）、イギリス・アメリカ合衆国・ドイツ・フランスに留学。1941年（昭和16年）、東京文理科大学教授となり、同年に退官した。

## 著作

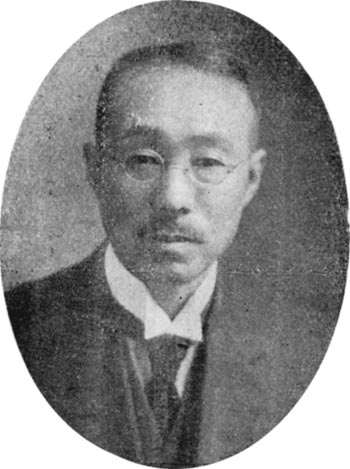
佐々木秀一

- 「思出と希望」（『教育』第344号、茗渓会、1911年10月）
- 「教育勅語御下賜三十年回顧」（『教育』第450号、茗渓会、1920年10月）
- 「初等教育の実際 : 社会的教育学唱道の頃より現今に至る」（国民教育奨励会編纂 『教育五十年史』 民友社、1922年10月 ／ 国書刊行会〈明治教育古典叢書〉、1981年4月 ／ 日本図書センター、1982年1月）
- 「六十年間を顧みて」（『教育研究』第379号、初等教育研究会、1931年11月）
- 「世界の國語讀本一瞥」『教育』第1巻 1号、1933年

著書
- 『修身教授研究』 目黒書店、1918年上巻 ／ 1923年中巻・中巻挿絵
- 『修身訓練の諸問題』2冊、明治図書、1923年
- 『道徳教育論』 内外出版〈内外教育叢書〉、1924年2月
- 『教育教授の諸問題』 明治図書、1925年
  - 『続教育教授の諸問題』 明治図書、1925年8月
- 『教育教授の実際的新主張』 モナス、1925年1月
- 『弁証論的教授原論』 斎藤栄治共著、中文館書店、1925年5月
  - 『生活弁証法的教授原論』 斎藤栄治共著、厚生閣書店、1932年2月
- 『教育の方法学に就いて』 目黒書店、1925年7月
- Moral-Erziehung in Japan: Geschichtliches, Theoretisches, Praktisches. Akademische Verlagsgesellschaft, 1926.
- 『やさしい哲学物語』5冊、寺田弥吉共著、郁文書院、1931年
  - 『哲学物語』2冊、寺田弥吉共著、モナス、1933年
- 『高等教育女子倫理学』 東洋図書、1931年4月
- 『現代教育の諸問題』 明治図書、1931年6月
- 『道徳教育の諸問題』 教育実際社、1931年6月
- 『新日本教育の建設』 寺田弥吉共著、明治図書、1934年2月
- 『児童情意教育』 日本感化教育会、1934年2月
- 『教育学及教授法』 成美堂書店〈農業教育パンフレット〉、1934年9月
- 『小学校に於ける宗教的教育の建設』 寺田弥吉共著、明治図書、1935年5月
- 『最新十大教育思潮と其動向』 寺田弥吉共著、明治図書、1936年
- 『教育読本』 刀江書院、1936年4月
- 『最近ドイツ教育思想史』 白根孝之共著、中和書院、1936年6月 ／ 有明書房、1984年2月
- 『現代教育学大系 原論篇第廿巻 芸術教育論』 成美堂書店、1937年2月
- 『教育方法学一般』 高山孫三郎、1937年3月
- 『日本教育方法の独自性』 明治図書、1937年6月
- 『女子 国民教育学』 成美堂書店、1937年9月
  - 『女子国民教育学 教授資料』 成美堂書店、1938年3月
- 『新日本中学修身書』5冊、目黒書店、1937年9月
  - 『新日本中学修身書 教授参考書』 目黒書店、1938年4月
- 『日本教育の将来』2冊、目黒書店、1938年11月
- 『時局と教育的対策』 明治図書、1938年11月

訳書
- 『黒偉人 ブッカー・ワシントン伝』 目黒書店、1919年3月
  - 『黒偉人 ブーカー・ワシントン』 泰光社、1923年
  - 『黒偉人 ブーカー・ワシントン自伝』 小山書店、1939年4月
- 『力行の亀鑑 黒偉人物語』 厚生閣書店、1931年1月
- 『コメニウス』 岩波書店〈大教育家文庫〉、1939年1月 ／ 1984年9月復刻

編書
- 『教育学辞典』5冊、城戸幡太郎ほか共編、岩波書店、1936年5月-1939年9月 ／ 1983年2月復刻

## 関連文献
- 大日本学術協会編修 『日本現代教育学大系 第四巻 小西重直氏教育学 入沢宗寿氏教育学 佐々木秀一氏教育学 小原国芳氏教育学』 モナス、1927年7月 ／ 日本図書センター、1989年11月、ISBN 4820584685
- 山下徳治 「佐々木秀一先生の道徳教育論」（『教育』第4巻第1号、岩波書店、1936年1月）
- 前野喜代治著 『佐々木秀一先生 : その生涯、学問、人格』 前野喜代治、1962年7月
- 「佐々木秀一」（茗渓会編 『茗渓人物志』 講談社、1972年5月）
- 唐沢富太郎 「佐々木秀一 : 幅広い道徳教育の研究者」（唐沢富太郎編著 『図説 教育人物事典 : 日本教育史のなかの教育者群像 中巻』 ぎょうせい、1984年4月）
  - 唐沢富太郎著 『唐沢富太郎著作集 第5巻 教師の歴史 典型的教師群像』 ぎょうせい、1989年7月、ISBN 4324016267